# Grasholmen (Stavanger)
Grasholmen est une petite île habitée de la commune de Stavanger, dans le comté de Rogaland en Norvège, dans la mer du nord.

## Description
L'île est rattachée à Hundvåg, un arrondissement de Stavanger. Elle est reliée à Sølyst par un pont et à Stavanger par le pont de la ville de Stavanger.

## Galerie

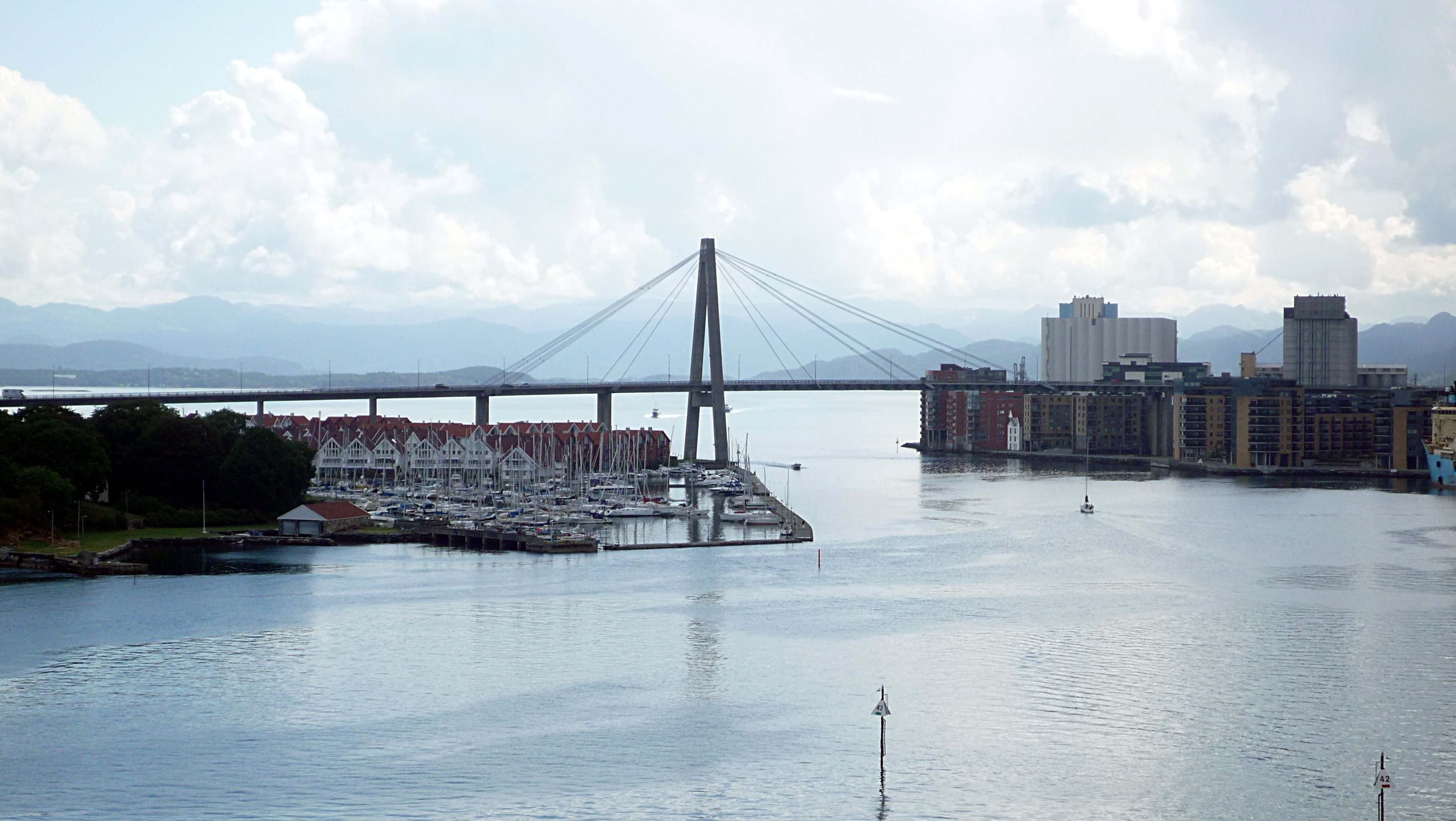
Stavanger City Bridge